# Gare de La Chapelle-Saint-Laurent
La gare de La Chapelle-Saint-Laurent est une gare ferroviaire française, fermée, de la ligne de Neuville-de-Poitou à Bressuire. Elle est située sur le territoire de la commune de La Chapelle-Saint-Laurent, dans le département des Deux-Sèvres, en région Nouvelle-Aquitaine. 
Mise en service en 1887, elle est fermée aux services ferroviaires, comme la ligne, en 1987.

## Situation ferroviaire
La gare de La Chapelle-Saint-Laurent est située au point kilométrique (PK) 61,799 de la ligne de Neuville-de-Poitou à Bressuire, entre les gares ouvertes de Bressuire et de Poitiers. Elle est séparée de Poitiers par la gare aujourd'hui fermée au trafic voyageur de Chalandray et à tout trafic de Clessé.

## Histoire
La gare de La Chapelle-Saint-Laurent est mise en service le 5 juin 1887,.
La gare est fermée en 1987 par la SNCF, lorsqu'elle ferme la section de Parthenay à Bressuire. Cette section est ensuite retranchée du réseau le 17 octobre 1994, publié au journal officiel du 25 octobre 1994.

## Patrimoine ferroviaire
Fermés et désaffectés, le bâtiment voyageurs et la halle à marchandises sont devenus une propriété privée, longée par la voie verte réalisée sur l'ancienne plateforme de la ligne.